# Personaggi di Rick and Morty

I personaggi principali della serie. Da sinistra a destra: Jerry, Beth, Summer, Morty e Rick.

Questa voce contiene un elenco dei personaggi presenti nella serie animata Rick and Morty.

## Personaggi principali

### Rick Sanchez
(Tipica frase di Rick.)
Rick (C-137) Sanchez, voce originale di Justin Roiland (stagioni 1-6) e Ian Cardoni (stagione 7-in corso), italiana di Christian Iansante.
Un eccentrico scienziato pazzo, molto intelligente e con un evidente problema di alcolismo (non esce mai senza la sua fiasca di liquore). È il padre settantenne di Beth, che aveva abbandonato da bambina, e il nonno materno di Morty e Summer. Totalmente irresponsabile ed egoista, oltre a essere particolarmente cinico e disincantato, non cessa di creare disagi a Jerry Smith, suo genero, preoccupato per l'influenza del suocero sui figli; prova inoltre un immenso senso di superiorità nei confronti dei suoi familiari e spesso si diverte a umiliare Jerry definendolo "smidollato" davanti ai figli e rinfacciandogli di essere disoccupato. Ha la saliva che gli cola costantemente dalla bocca e a volte gli capita di ruttare in continuazione mentre parla, sintomi probabilmente di problemi di fegato derivanti dal suo alcolismo. Inizialmente insensibile ai bisogni della famiglia e incurante dei danni che possono accadere ai membri, con il tempo si affezionerà ai nipoti dimostrandosi, nonostante le sue stranezze, capace di gesti di buon cuore: in una puntata infatti uccide un pedofilo che ha tentato di abusare di Morty, mentre in un'altra aiuta Summer a vendicarsi di Satana in persona. Nell'episodio Il mio squanch matrimonio alieno, essendo un ricercato, si consegna alla Federazione galattica, per permettere alla sua famiglia di essere libera; in seguito, dopo essersi liberato, Rick rivela che tutto ciò faceva parte di un piano più ampio, orchestrato fin dall'inizio, per gettare la Federazione nel caos e liberarsi del genero Jerry. Stando a quanto detto da Roiland, Rick è pansessuale. Nella quinta stagione, viene rivelato che dopo la morte di sua figlia Beth e sua moglie Diane nella sua realtà originaria, Rick ha passato i decenni successivi viaggiando nel multiverso alla ricerca della versione alternativa di se stesso che crede responsabile dell'omicidio, stringendo amicizia con Persuccello e diventando una figura di spicco nella rivoluzione contro la Federazione Galattica. Dopo essere stato respinto da Persuccello, Rick torna al suo viaggio di vendetta, prima di diventare infine il leader di una nascente "Cittadella dei Rick", la quale si era originariamente formata per opporsi a lui dopo che aveva ucciso un certo numero di se stesso nel suo viaggio di vendetta. Depresso, Rick alla fine abbandona la Cittadella e si getta di nuovo nel multiverso, schiantandosi nel garage di una versione ormai adulta di Beth in un'altra realtà, dove invece la sua versione di lui l'aveva abbandonata vent'anni prima..
In italiano il personaggio è stato doppiato da Oreste Baldini nell'episodio Passo da mat-atleta de I Simpson e da Oliviero Corbetta nel videogioco MultiVersus.

### Morty Smith
Mortimer "Morty" Smith, Sr., voce originale di Justin Roiland (stagioni 1-6) e Harry Belden (stagione 7-in corso), italiana di David Chevalier.
Il quattordicenne nipote di Rick, il tipico adolescente timido e di buon cuore. Viene spesso coinvolto dal nonno nelle sue stravaganti avventure, ma spesso è riluttante a seguire i piani di questi (che chiama sempre per nome) e sovente rimane traumatizzato dai metodi non ortodossi e spesso moralmente discutibili messi in atto da Rick. Nonostante i suoi familiari lo ritengano stupido, Morty ha dimostrato più volte di avere delle doti intellettive. 
Tutti i Rick, compreso l'originale, utilizzano i Morty dei vari universi per occultare le loro onde cerebrali che si annullano con le loro, cosa che serve per evitare che i loro tanti nemici in giro per i vari universi li trovino. Morty ha avuto ben due figli: il primo è un alieno di nome Morty Jr., nato per errore, dopo un suo rapporto con un robot da sesso; il secondo, chiamato "Naruto", è un gigantesco figlio incestuoso erroneamente generato a causa di un suo spermatozoo mutante che ha fecondato un ovulo ingigantito di sua sorella Summer.
In italiano il personaggio è stato doppiato da Federico Campaiola nell'episodio Passo da mat-atleta de I Simpson.

### Summer Smith
Summer Smith voce originale di Spencer Grammer, italiana di Ughetta d'Onorascenzo.
La diciassettenne nipote di Rick e figlia maggiore di Beth e Jerry. Viene presentata come la tipica teenager superficiale, ossessionata da qualsiasi cosa possa aiutarla ad aumentare la sua popolarità tra i propri coetanei. Caratterialmente si mostra molto simile a sua madre Beth, ma rispetto a questa è molto meno egoista. Gelosa del rapporto tra suo fratello e Rick (lei è l'unica a chiamarlo "nonno" o "nonno Rick"), dalla seconda stagione verrà coinvolta saltuariamente nelle loro avventure, dimostrandosi spesso più competente del fratello.

### Beth Smith
Beth Sanchez in Smith, voce originale di Sarah Chalke, italiana di Antonella Baldini.
La figlia di Rick, moglie di Jerry e madre di Summer e Morty. Di lavoro fa il chirurgo veterinario per cavalli, anche se il suo sogno sarebbe stato quello di diventare un medico-chirurgo ma dovette rinunciarvi essendo rimasta incinta a 17 anni. Piuttosto intelligente e autoritaria, spesso ha degli screzi con l'egocentrico marito Jerry, che non manca in più occasioni di provare la propria mediocrità. Spesso tende a soprassedere alle tendenze pericolose e distruttive del padre Rick, con grande disappunto di Jerry, probabilmente per la paura che il padre esca di nuovo dalla sua vita; essendo infatti stata abbandonata da Rick quando era piccola, Beth ha idealizzato la figura paterna e ha riversato il suo rancore verso sua madre che, a suo dire, non ha fatto nulla per impedire che il padre uscisse dalla loro vita. Nella terza stagione Rick le propone di sostituirla con un clone che permetta a lei di andarsene in giro per il mondo.

### Jerry Smith
Jerry Smith, voce originale di Chris Parnell, italiana di Fabrizio Russotto.
L'insicuro ma allo stesso tempo egocentrico marito di Beth, padre di Summer e Morty e genero di Rick. Inizialmente lavora in un'agenzia pubblicitaria di basso livello, ma viene licenziato a causa della sua incompetenza e rimane per questo disoccupato. Disapprova fortemente l'influenza di Rick sui propri figli e spesso questa sua antipatia nei confronti del suocero è causa di frizioni con la moglie Beth. Sebbene all'inizio sembri incarnare la figura responsabile della famiglia, con il tempo si rivela un codardo, sottomesso alla moglie e incapace di sopravvivere al di fuori del pianeta Terra. Nella terza stagione si trasferisce temporaneamente lontano dalla famiglia, dopo la breve separazione con Beth.

## Personaggi ricorrenti

### Studenti e staff della Harry Herpson High School
- Jessica, voce originale di Kari Wahlgren, italiana di Claudia Scarpa.

Un'attraente ragazza nella classe di matematica di Morty, di cui lui è innamorato. Lei però lo respinge sempre tranne in rari casi, come nell'episodio Febbre d'amore n°9, dove Morty la fa innamorare di sé tramite una pozione o nell'episodio Mini-Rick, in cui Jessica balla con Morty grazie all'intervento di Mini-Rick.
- Gene Vagina, voce originale di Phil Hendrie.

Il preside della scuola. Nell'episodio Sbrachiamoci insieme fonda la religione Testista.
- Mr. Goldenfold, voce originale di Brandon Johnson, voce italiana di Gianluca Machelli.

L'insegnante di matematica di Morty. Rick e Morty entreranno nei suoi sogni nell'episodio Evoluzione canina. L'uomo è affetto da coprofagia.
- Brad, voce originale di Echo Kellum.

Uno studente giocatore di football fidanzato con Jessica. Non appare più nella seconda stagione e quindi sembra che lui e Jessica si siano lasciati.
- Tammy Guterman, voce originale di Cassie Steele, italiana di Alessandra Bellini.

Una studentessa della scuola, amica di Summer. Incontra Persuccello alla festa di Rick e inizia una relazione con lui, trasferendosi con lui nel suo pianeta. Nell'episodio Il mio squanch matrimonio alieno, durante il suo matrimonio con Persuccello, si scopre che Tammy è in realtà un'agente sotto copertura della Federazione galattica incaricata di catturare Rick, Persuccello e i loro alleati. Verrà uccisa da Rick nella quarta stagione.
- Ethan, voce originale di Daniel Benson.

Il ragazzo di Summer, utilizzato da Rick per costruire il suo secondo parco di anatomia. Verrà fisicamente deformato per vendetta da Morty, dopo che questi ha lasciato la sorella Summer.
- Nancy, voce originale di Aislinn Paul.

Una ragazza "non popolare" della scuola, odiata da Summer.
- Toby Matthews voce originale di Alex Hirsch.

Un ragazzo popolare che inizia una relazione con Summer, grazie a Mini-Rick. Lui la lascerà nel momento in cui lei farà espellere Mini-Rick dalla scuola.
- Frank Palicky, voce originale di Ryan Ridley

Uno studente psicopatico che spesso bullizza Morty. Verrà congelato da Rick e poi distrutto accidentalmente da Summer.
- MC Haps, voce originale di Dan Harmon.

Uno studente della scuola che fa il rapper alle varie feste.
- Coach Feratu

L'insegnante di ginnastica, mai mostrato, che è in realtà un vampiro. Viene ucciso da Summer, Morty e Mini-Rick.
- Tricia Lange, voce originale di Cassie Steele, italiana di Mattea Serpelloni.

La ragazza per cui Ethan lascia Summer, divenuta poi amica di quest'ultima.

### Altre versioni dei personaggi principali
Sono tutti doppiati dai doppiatori del corrispondente personaggio principale.
- Consiglio interdimensionale dei Rick

Il consiglio che raccoglie i Rick di tutte le dimensioni, col quale Rick C-137 (l'originale della serie) non vuole avere nulla a che fare. Viene distrutto da Rick all'inizio della terza stagione. Nel finale della quinta stagione, viene rivelato che Rick ha creato il consiglio così come la cittadella e la curva finita centrale per impedire il viaggio dimensionale verso universi in cui Rick non è la persona più intelligente. Il consiglio ha anche manipolato la relazione di Beth e Jerry in altre realtà, in modo da far nascere dei Morty per loro da usare come lacchè.
- Rick "Tonto"

Il Rick della dimensione J-19 Zeta 7. È il Rick con meno intelligenza e l'unico che riesce a fare amicizia con Jerry.
- Rick Malvagio

Un Rick che viene da un universo in cui tutti probabilmente sono malvagi. Ha ucciso gli altri Rick per rubare loro il contenuto dei loro cervelli e dopo ha hackerato la pistola di Rick C-137, per far ricadere la colpa degli omicidi su di lui. Verrà ucciso dai Morty, da lui imprigionati. Si scoprirà in seguito che questo Rick è solamente un robot controllato in remoto da qualcun altro. Nella settima stagione si scopre che Rick Malvagio è una versione di Rick il cui Morty gli si è rivoltato contro e gli ha installato i componenti visti nella prima stagione per controllarlo e seguirlo nei suoi piani malvagi.
- Morty Malvagio

Il Morty di Rick Malvagio. Indossa una benda e si scoprirà poi essere la vera mente malvagia del gruppo, in cui il suo Rick è solamente un robot. Il ragazzo viene eletto poi presidente della nuova Cittadella dei Rick, istituendo un regime dittatoriale Il suo piano viene rivelato nel finale della quinta stagione, dove commette un genocidio di massa contro gli altri Rick e Morty per alimentare un dispositivo in grado di distruggere la curva finita centrale in modo da fuggire in una realtà non dominata da Rick, distruggendo la cittadella nel processo. Ricomparirà nella settima stagione, dove si scoprirà essere una versione di Morty che, stufo degli abusi del suo Rick, si è ribellato a quest'ultimo.
- Cronenberg Rick e Morty

Rick e Morty provenienti dall'Universo Cronenberg, in cui sono tutti grottesche masse di carne formate da varie parti di animali. Migrano nell'universo originale della serie, in cui tutti ormai sono cronenberghizzati, a causa della pozione di Morty.
- Beth e Jerry alternativi

Una versione alternativa di Beth e Jerry dalla Dimensione C-500A, nella quale Beth ha abortito Summer. Hanno entrambi un grande successo: Jerry è un attore di Hollywood mentre Beth è una rinomata chirurgo di esseri umani. Tuttavia, nonostante i loro successi, entrambi si dimostrano profondamente infelici e personalmente insoddisfatti. Dopo che Jerry ha avuto un guasto e ha guidato la polizia in un inseguimento in macchina, si reca a casa di Beth e le confessa di amarla e si rammarica che abbia abortito; i due poi si abbracciano e apparentemente decidono di ricominciare insieme. Questo è visto su uno dei canali guardati da Rick e Morty..
- Consiglio oscuro dei Rick

Una congrega, reale detentrice del potere all'interno della Cittadella, di cui fa anche parte Rick D. Sanchez III, il proprietario dell'azienda Semplice Rick. Ne sopravvivono solamente due membri, dopo lo sterminio compiuto dal Morty Malvagio.
- Rick e Morty poliziotti

Due poliziotti che lavorano alla Cittadella. Il primo è una recluta, mentre il secondo è il poliziotto veterano, a cui lui viene assegnato.
- Rick Prime

È una versione alternativa di Rick, che in passato si è avvicinato a Rick C-137 per introdurlo al viaggio interdimensionale. Ma Rick rifiutò l'offerta mettendo la sua famiglia al di sopra della scienza, questo fece arrabbiare Rick Prime, che apparentemente uccise Diane e una giovane Beth davanti ai suoi occhi con una bomba. Questo ha traumatizzato Rick e gli ha fatto inventare la sua sparaporte in modo da poter setacciare il multiverso alla ricerca di Rick Prime per vendicarsi, ma non ha avuto fortuna a trovarlo e si è arreso. Nel primo episodio della sesta stagione, viene rivelato che in realtà proviene dalla dimensione in cui sono ambientate le prime puntate della serie, e quindi, è il vero nonno biologico di Morty.

### Collaboratori di Rick
- Mr. Miguardi (Mr. Meeseeks), voce originale di Justin Roiland, italiana di Andrea Pirolli.

Una razza di creature blu umanoidi. Vengono create da una scatola metallica e cessano di esistere non appena svolgono il compito a loro assegnato. Nonostante Rick dica che non sono in grado di compiere azioni complesse, i Miguardi riescono a far diventare Summer popolare e a rendere Beth una donna più completa, mentre si trovano impossibilitati e perdono la ragione per un compito che sembrava semplice, come far migliorare un colpo di golf a Jerry.
- Scary Terry, voce originale di Jess Harnell, italiana di Piero Di Blasio.

Un'entità assassina che vive nel mondo dei sogni. Inizialmente prova a uccidere Rick e Morty ma poi diventa loro amico e li aiuta a uscire dal mondo dei sogni.
- Dr. Xenon Bloom, voce originale di John Oliver, italiana di Sergio Di Giulio.

Un'ameba senziente, cofondatore del parco di anatomia. Viene ucciso, nella fuga, dalle malattie infettive scappate dalle gabbie.
- Persuccello (Birdperson), voce originale di Dan Harmon, italiana di Carlo Ragone.

Un uomo uccello che è il miglior amico di Rick. Lui, Rick e Squanchy sono ricercati dalla Federazione galattica, in quanto sono dei guerrieri della libertà. Nonostante compaia in pochi episodi, la sua rimane comunque una figura importante per Morty, in quanto gli fa capire che, nonostante la dubbia moralità di Rick, le sue avventure con lui sono sempre fonti di stimolo e lo aiutano a crescere. Alla fine della prima stagione conosce un'amica di Summer, Tammy, con cui si fidanzerà e sposerà alla fine della seconda stagione, ma verrà ucciso da Tammy stessa, rivelatasi un'agente sotto copertura della Federazione. Persuccello verrà poi trasformato in un cyborg che si fa chiamare Perfenice (Phoenix Person).
- Revolio "Rotella" Clockberg, Jr., voce originale di Scott Chernoff.

Un robot dall'aspetto umano, composto principalmente da rotelle. Rick si nasconderà da lui mentre viene ricercato, ma Rotella, volendo la taglia sulla testa di Rick, chiamerà la polizia per farlo arrestare. Rick si vendicherà sostituendogli le rotelle della sua bocca con quelle dei suoi testicoli.
- Squanchy, voce originale di Tom Kenny.

Un alieno dall'aspetto di un gatto arruffato. È uno dei migliori amici di Rick. Si scoprirà successivamente che, grazie a un liquido contenuto in un suo dente, è in grado di trasformarsi in un gatto dall'aspetto simile a Hulk.
- Abradolf Lincler, voce originale di Maurice LaMarche.

Un essere neutrale creato da Rick dalla fusione del DNA di Abraham Lincoln e Adolf Hitler. Dopo essersi sacrificato diventerà il giocattolo sessuale di alcuni alieni-testicolo.
- Krombopulos Michael, voce originale di Andy Daly.

Un amichevole sicario alieno che compra armi da Rick. Viene ucciso accidentalmente da Morty.
- Unità, varie voci, l'originale principale di Christina Hendricks.

Un'unità collettiva in grado di controllare le intere menti degli esseri di un pianeta, vecchia fiamma di Rick. Rick e lei tornano insieme per un certo periodo ma lei lo lascia non appena capisce che, nonostante provi dei sentimenti per lui, Rick danneggia la sua stabilità e le fa perdere il suo pieno controllo.
- Mr Buchettoperpopò (Mr. Poopybutthole), voce originale di Justin Roiland, italiana di Piero Di Blasio.

Una minuta creatura umanoide e vecchio amico di famiglia. Ritenendolo un parassita alieno che modifica i ricordi, Beth gli spara, ferendolo gravemente: dovrà per questo fare molta fisioterapia. Dopo questa vicenda, apparirà sempre dopo i titoli di coda dei finali di stagione (tranne la quarta) per chiacchierare con gli spettatori, mostrando nel contempo la vita che conduce. La sua esclamazione ricorrente è "Oooweeee!". Nel primo episodio della settima stagione viene rivelato che il suo vero nome è Wayne.
- Arthricia, voce originale di Chelsea Kane.

Una giovane aliena dall'aspetto di una gatta antropomorfa. Vive in un mondo basato sulla cultura Amish, dove ogni anno si compie la notte dello sfogo, in cui ognuno è libero di compiere qualsiasi atto criminoso.
- Vendicatori

Un gruppo di supereroi che protegge l'universo, di cui Rick e Morty fanno occasionalmente parte. Gli unici attuali sopravvissuti del gruppo, dopo gli enigmi mortali di Rick, sono Supernova e l'inserviente Noob Noob.
- Vance Maximus, voce originale di Christian Slater, italiana di Emiliano Ragno.
- Alan Rotaia, voce originale di Lance Reddick.
- Supernova, voce originale di Gillian Jacobs, italiana di Ilaria Giorgino.
- Coccobot, voce originale di Maurice LaMarche.
- Unmilionediformiche, voce originale di Tom Kenny.
- Noob Noob, voce originale di Justin Roiland.

- Mr. Nimbus, voce originale di Dan Harmon

Re dell'Oceano e nemesi di Rick, provocato poiché gli umani inquinano l'oceano. Aiuterà Rick, Morty e Jessica dopo che questi sono rimasti bloccati in una dimensione alternativa futuristica generando oceano, dopo di questo resterà in buoni rapporti con Rick.

### Razze aliene
- Gromflamiti

Una razza aliena dall'aspetto insettoide. Ne esistono di due tipi, quelli di basso rango che somigliano quasi ad insetti veri e propri e quelli di alto rango che invece hanno un aspetto più antropomorfo. È la razza aliena che appare più spesso nel corso della serie.
- Zigariani

Una razza aliena che intrappola Rick , e per sbaglio anche Jerry, in innumerevoli realtà virtuali per farsi rivelare la ricetta del concentrato di materia oscura. Alla fine Rick darà loro una falsa ricetta che farà saltare in aria la loro astronave.
- Principe Nebulon, voce originale di David Cross.

Il principe degli Zigariani.
- Kevin, voce originale di Dan Harmon.

Un nerd Zigariano incaricato di osservare Morty nudo per creare un'accurata rappresentazione dei suoi genitali.
- Gazorpiani

Una razza aliena con sei braccia, proveniente dal pianeta Gazorpazorp, dove le femmine sono il ceto dominante e avanzato, mentre i maschi vivono solamente seguendo i più bassi istinti primordiali. Le femmine controllano il numero delle nascite attraverso dei robot da sesso per la popolazione maschile.
- Plutoniani

Alieni che abitano su Plutone. Nonostante esso venga definito pianeta nano i suoi abitanti credono ancora che esso sia un pianeta.
- Re Flippy Nips, voce originale di Rich Fulcher.

Il re dei Plutoniani.
- Scroopy Noopers, voce originale di Nolan North.

Uno scienziato Plutoniano che tenta di far capire ai suoi concittadini che il pianeta, a causa delle estrazioni di plutonio si sta restringendo. È il figlio di Flippy Nips.
- Mostri Testicolo

Alieni con la testa a testicolo provenienti dalla quarta dimensione. Uno di loro tenta di sistemare le spaccature temporali causate da Rick e successivamente tenta di arrestarlo.
- Ospiti di Unità

Una razza aliena umanoide senza nome, controllata mentalmente da Unità. Quando, a causa di Rick, cessa il controllo di Unità, gli alieni iniziano una guerra razziale tra di loro.
- Parassiti alieni

Alieni parassiti che prendono la forma di vari personaggi, impiantando nella famiglia falsi ricordi della loro esistenza. Il loro scopo è distruggere il pianeta. Ogni volta che compaiono in un flashback, si materializzano nel mondo reale. Come scopre in seguito Morty sono in grado solamente di impiantare ricordi positivi di loro stessi. Appaiono tutti nell'episodio Total Rickall.
- Cromuloni, voce originale di Justin Roiland.

Una razza aliena di teste giganti, grandi come pianeti, che obbligano la Terra a partecipare al loro talent musicale.

## Altri personaggi

### Umani
- Davin, voce originale di Dan Harmon.

Il collaboratore di Beth nella clinica per cavalli, innamorato di quest'ultima. Il suo amore passa poi a Morty a causa di un filtro d'amore creato da Rick. Viene trasformato in una mantide mutante quando Rick crea un antivirus e ucciso da Jerry con un Piede di porco.
- Leonard e Joyce Smith, voci originali di Dana Carvey e Patricia Lentz.

I genitori di Jerry. Hanno una relazione di tipo cuckold con Jacob.
- Jacob, voce originale di Echo Kellum.

L’amichevole e gentile amante di Joyce Smith.
- Ruben, voce originale di Jess Harnell.

Un senzatetto che inizialmente contiene il parco di anatomia.
- Annie, voce originale di Jackie Buscarino.

Un’addetta del parco di anatomia che, dopo un’iniziale indifferenza, inizia una breve relazione con Morty.
- Poncho voce originale di Gary Anthony Williams.

Il bodyguard del Dottor Bloom, responsabile dei disastri accaduti nel parco di anatomia.
- Lucy, voce originale di Alejandra Gollas.

L’addetta alle pulizie del Titanic 2 che trascorre con Jerry tutta la giornata a tema. Alla fine della giornata però obbliga, con una pistola, Jerry ad avere un rapporto sessuale con lei e toccherà a Beth salvarlo.
- Andre Curtis, voce originale di Keith David, italiana di Alessandro Budroni (ep. 2x05), Roberto Draghetti (ep. 3x10) e Roberto Stocchi (st. 5+).

Il presidente degli Stati Uniti, ispirato a Obama. Dà completa fiducia a Rick per salvare il pianeta.
- Nathan, voce originale di Kurtwood Smith, italiana di Gerolamo Alchieri.

Un generale degli Stati Uniti che vuole utilizzare le bombe atomiche contro le teste giganti, non fidandosi dei metodi di Rick.
- Taddy Mason, voce originale di Justin Roiland.

Un uomo che offre compagnia telefonica a pagamento, di cui Jerry è un cliente abituale.
- Diane Sanchez, voce originale di Kari Wahlgren.

Moglie di Rick e madre di Beth, assassinata in tutte le dimensioni dal dispositivo Omega di Rick Prime.
- Jaguar, voce originale di Danny Trejo.

Un criminale incarcerato da un'agenzia di un governo straniero. Inizialmente incaricato di uccidere Rick, in forma di cetriolo, diventerà in seguito un suo alleato.
- Logic, voce originale di sé stesso, italiana di Piero Di Blasio.
- Tommy Lipnip, voce originale di Thomas Middleditch, italiana di Riccardo Scarafoni.

### Non umani
- Mr. Lucius Needful, voce originale di Alfred Molina, italiana di Mario Cordova.

Un uomo misterioso che ha un negozio di antiquariato, in cui lavora Summer. L'uomo è in realtà il Diavolo sotto copertura che regala oggetti maledetti ai suoi clienti. Inizierà una faida con Rick, colpevole di aver aperto un'attività di fronte alla sua dove annulla le sue maledizioni.
- Snuffles/Palla di Neve, voce originale di Rob Paulsen.

Snuffles era il cane di famiglia degli Smith. Grazie a un dispositivo, costruito da Rick, che lo rende intelligente, si rende conto che i cani in questo mondo sono oppressi e decide così di creare un esercito di cani per conquistare il pianeta e sottomettere la razza umana, cambiando il suo nome in Palla di Neve. L'unica persona a cui vuole bene è Morty, l'unico che lo aveva sempre rispettato.
- Morty Junior, voci originali di Finnegan Perry (neonato), Will Jennings (bambino), Richard Christy (ragazzo) e Maurice LaMarche (adulto).

Il figlio mezzo Gazorpiano di Morty. Viene concepito da Morty e il suo robot da sesso Gazorpiano. Seguendo la sua natura gazorpiana, tende a essere estremamente violento. Solo al termine dell'episodio Morty Junior riesce a canalizzare i suoi istinti violenti nella scrittura del romanzo Il mio orribile padre. Non si sa se sia ancora vivo, data la sua rapida crescita che lo porta a essere adulto in un giorno solo.
- Re Gommosello, voce originale di by Tom Kenny.

Una Jelly Bean antropomorfa, re del regno nell'episodio La tribù dei Miguardi. È un pedofilo che tenta di violentare Morty nei bagni pubblici. Verrà poi ucciso da Rick.
- Puzzetta, voce originale di Jemaine Clement.

Una nuvola di gas aliena dai poteri telepatici, salvata da Rick e Morty. Viene uccisa da Morty quando scopre che il suo intento è distruggere tutte le forme vitali basate sul carbonio.
- Beta VII, voce originale di Patton Oswalt.

Un'altra unità collettiva innamorata, non ricambiata, di Unità.
- Ice-T, voce originale di Dan Harmon.

Un famoso rapper americano, chiamato per aiutare Rick e Morty a comporre una canzone per i Cromuloni. Inizialmente appare come un umano ma è in realtà un alieno, proveniente dal pianeta Alphabetrium, dove tutti sono lettere dell'alfabeto. Il suo vero nome è Water T ed è stato trasformato in ghiaccio per "non essersi mai interessato a nulla" nel suo pianeta. Nella scena post crediti torna nel suo pianeta, per combattere i Numericoni.
- Blim Blam Klorblok, voce originale di John Kassir.

Un assassino che mangia bambini, intrappolato da Rick nel seminterrato.
- Zeep Xanflorp, voce originale di Stephen Colbert, italiana di Luca Dal Fabbro.

Uno scienziato che vive nel microverso all'interno della batteria dell'astronave di Rick, che ha, a sua volta, creato un miniverso.
- Shrimply Pibbles, voce originale di Werner Herzog.

Un capo alieno intergalattico, che vive in un mondo dove si respira eroina, descritto come "la persona più importante dell'universo". Per salvarsi ha bisogno di un trapianto: la prima scelta ricadrà sul pene di Jerry che ha la stessa forma del suo cuore.
- Cornvelious Daniel, voce originale di Nathan Fillion.

Un agente della Federazione galattica, incaricato di scoprire i segreti nella mente di Rick.